# Équipe de Guam de football
Vous lisez un « bon article » labellisé en 2016.
Cet article traite de l'équipe masculine. Pour l'équipe féminine, voir Équipe de Guam féminine de football.
Maillots
L'équipe de Guam de football est une sélection des meilleurs joueurs guamaniens sous l'égide de la Fédération de Guam de football (appelée en anglais, langue officielle de Guam, la Guam Football Association ou GFA).
Après la création de la Guam Football Association en 1975, qui adhère d'abord provisoirement en 1991 puis définitivement à la Confédération asiatique de football et à la Fédération internationale de football association en 1996, l'équipe nationale dispute la première rencontre de son histoire le 24 août 1975 face aux Fidji. « Matao », surnom de la sélection de Guam en langue chamorro, n'a jamais réussi à se qualifier pour une compétition internationale.
La sélection guamanienne a terminé l'année 2023 au 205e rang mondial du classement FIFA. Le poste de sélectionneur de Guam est occupé par l'Australien Karl Dodd (en) depuis le 1er janvier 2018.
Le 11 juin 2015, Guam remporte un match historique comptant pour les éliminatoires de la Coupe du monde 2018 contre le Turkménistan sur le score d'un but à zéro. Il s'agit de la première victoire de son histoire dans un match comptant pour les éliminatoires d'une Coupe du monde. Guam récidive cinq jours plus tard contre l'Inde, sur le score de deux buts à un.

## Histoire

### Les débuts de la sélection
Le football à Guam débute dans les années 1970, à l’initiative de deux pionniers : un prêtre irlandais, Tony Gillespie, et un Philippin d'origine chinoise, Charles Whang, qui se sont installés à Guam et qui ont créé en 1973 la première compétition de football appelée la Guam Soccer Cup. Whang devient ainsi le premier président de la Guam Football Association, fédération de Guam de football, fondée en 1975.
La sélection réalise son premier match international lors des Jeux du Pacifique de 1975 que Guam organise. Présente dans le groupe 2, elle doit affronter les Fidji (finalistes aux Jeux du Pacifique 1963) et les îles Salomon (quatrièmes aux Jeux du Pacifique 1963). Le 24 août 1975, à Tumon, elle connaît sa première défaite contre les Fidji, qui se solde par un score de onze buts à zéro. Puis le lendemain, toujours à Tumon, elle perd contre les îles Salomon sur le score de cinq buts à un. Elle termine dernière du groupe et du tournoi. Lors de l'édition suivante, en 1979 aux Fidji, elle connaît de nouvelles défaites en phase de groupes contre la Nouvelle-Calédonie (finaliste aux Jeux du Pacifique 1975) dix buts à un, et contre les Nouvelles-Hébrides (finalistes aux Jeux du Pacifique 1971) cinq buts à zéro, mais lors du tournoi de consolation, elle enregistre ses premières victoires contre les Samoa occidentales (première participation aux Jeux du Pacifique) quatre buts à deux et contre les Tuvalu (première participation aux Jeux du Pacifique) sept buts à deux, même si elle perd une nouvelle fois contre les Nouvelles-Hébrides.
Durant les années 1980, la sélection ne dispute que des matchs non officiels contre des clubs. Elle affronte par exemple une formation ouest-allemande en tournée à Guam, le TSV Sonthofen (en), et perd sur le score d'un but à zéro. Elle fait ensuite une tournée aux Philippines sous la conduite du sélectionneur philippin Charles Whang, qui connaît bien la région. Elle joue contre des clubs amateurs autour de Manille et réunit trois victoires et une défaite. Cependant, le football n'est alors pas une priorité à Guam avec la réduction des effectifs militaires de la base navale et le départ des étudiants guamaniens, qui quittent majoritairement l'île pour poursuivre leurs études universitaires, ce qui explique l'absence de matchs officiels durant la période 1981-1990. Il faut en effet attendre 1989 pour relancer le football à Guam : plusieurs professionnels du sport (Attorneys Robert Hartsock, Jerry Hogan, Randy Cunliffe, Jeff Cook, Mike Bordallo et Bobby Torres) et deux hommes d'affaires (Carl Wegner et Richard K. Lai) décident de relancer le football sur l'île et cherchent à obtenir une reconnaissance internationale en voulant adhérer aux institutions footballistiques continentales et mondiales, principalement la Confédération asiatique de football (AFC) et la Fédération internationale de football association (FIFA), ce qui est le but affiché de la nouvelle direction. Pour cela, en 1990, un championnat, la Guam Soccer League, est créé, devenant la seconde compétition de football de l'île.
Guam se tourne alors vers le continent asiatique, bien que le pays soit considéré comme faisant partie de l'Océanie et que la sélection nationale n'ait alors jamais affronté la moindre équipe asiatique. Après être devenue membre associé de l'AFC en 1991, la sélection continue pourtant à disputer trois éditions des Jeux du Pacifique (qui fait s'affronter des équipes océaniennes) (1991, 1993 et 1995), connaissant à chaque fois de lourdes défaites. En 1996, Guam devient à la fois un membre à part entière de l'AFC mais aussi de la FIFA, lors de son 50e congrès durant le mois de juillet.

### 1996-2011: Guam loin du niveau mondial
Membre à part entière de l'AFC et de la FIFA, Guam dispute ses premiers matchs contre des sélections asiatiques dans le cadre des éliminatoires de la Coupe d'Asie des nations 1996 qui se déroulent à Hô Chi Minh-Ville, au Viêt Nam. Face à la Corée du Sud, le Viêt Nam et Taïwan, il enregistre trois défaites et encaisse vingt-sept buts contre deux seulement inscrits face à Taïwan. La sélection ne participe pas aux qualifications de la Coupe du monde 1998.
Entre juillet et août 1998, Guam est invité à concourir lors d'un tournoi amical en parallèle des Jeux de la Micronésie de 1998, qui se déroulent au Emmaus High School Field de Koror, dans les Palaos. Ce tournoi a la particularité de se disputer à neuf contre neuf et sur des rencontres de 80 minutes. Durant la phase de poules, sous la direction de Jim Santos, Guam l'emporte à cinq reprises dont des larges succès contre Pohnpei (seize buts à un), contre Yap (quinze buts à zéro) et contre les Palaos A (quinze buts à deux). Les rencontres face aux Mariannes du Nord, victoire deux buts à un, et contre les Palaos B, constitué de joueurs bangladeshis basés à Palaos, victoire quatre buts à zéro sont plus disputées. Guam se qualifie pour la finale face aux Mariannes du Nord, mais il est mené deux buts à zéro à la mi-temps, après avoir encaissé deux buts aux cinquième et dix-huitième minutes. Finalement, Guam perd trois buts à zéro et ne remporte pas le tournoi,. Matt Naputi termine meilleur buteur de la compétition avec treize buts. En juin 1999, Guam dispute uniquement deux rencontres contre la Micronésie, qui se soldent par deux victoires des « Chamorros ».
Lors des éliminatoires de la Coupe d'Asie 2000 et de la Coupe du monde 2002 avec un entraîneur étranger, le Nord-Irlandais Willie McFaul, Guam ne connaît que des défaites, dont deux larges contre la Chine et l'Iran, les 26 janvier et 24 novembre 2000, avec à chaque fois dix-neuf buts encaissés sans avoir pu en inscrire aucun.
Le 28 mai 2002, Guam fait partie des membres fondateurs de la Fédération de football d'Asie de l'Est (EAFF), instance régionale de l'Asie de l'Est et participe donc aux nouvelles compétitions régionales organisées par cette fédération, comme la Coupe d'Asie de l'Est. Dès l'édition 2003, il participe aux éliminatoires mais ne connaît que des défaites sans inscrire le moindre but. Il en est de même dans les éliminatoires de la Coupe d'Asie 2004, battu par le Bhoutan et la Mongolie. Pour les éliminatoires de la Coupe du monde 2006, Guam est inscrit et doit affronter le Népal au premier tour en novembre 2003. Néanmoins, le Népal déclare forfait, ce qui qualifie normalement Guam mais ce dernier déclare à son tour forfait pour raison financière,.
En février 2005, l'entraîneur japonais Norio Tsukitate dirige la sélection guamanienne,. Ses débuts sont difficiles et l'édition 2005 de la Coupe d'Asie de l'Est  constitue le pire moment de la sélection de Guam, avec de larges défaites dans les éliminatoires, comme contre Taïwan, la Mongolie, contre Hong Kong et surtout contre la Corée du Nord qui sanctionne à la fois la plus large victoire des Nord-Coréens et la plus large défaite des Guamaniens sur le score de vingt-et-un buts à zéro le 11 mars 2005 à Taïpei, avec un septuplé de Kim Kwang-hyok (en).
En 2006, pour les sélections asiatiques au niveau le plus faible est créée une compétition, l'AFC Challenge Cup. Guam participe alors à la première édition puisqu'il est classé avec seize autres équipes dans la catégorie « sélections peu développées ». Tombé dans le groupe C, composé de la Palestine, du Cambodge et du Bangladesh, il n'enregistre que des défaites dont une infligée par la Palestine sur le score de onze buts à zéro, avec six buts inscrits par l'attaquant Fahed Attal. Guam est logiquement éliminé au premier tour. Puis il est inscrit dans les éliminatoires de la Coupe du monde 2010 et doit affronter au premier tour l'Indonésie en octobre 2007, mais déclare forfait.
À l'exception des matchs contre les Mariannes du Nord, la période 2007-2009 ne voit que des défaites dans le cadre des éliminatoires de la Coupe d'Asie de l'Est 2008 et de l'AFC Challenge Cup 2008. Guam préfère délaisser l'AFC Challenge Cup 2010 en ne s'inscrivant pas et les qualifications de la Coupe d'Asie de l'Est 2010 se passent un peu mieux avec deux victoires sur la Mongolie (la première victoire officielle de Guam pour la FIFA) et les îles Mariannes du Nord.
En 2010 le Sud-Coréen Park Choong-kyun arrive comme nouvel entraîneur mais ne dirige que deux matchs, considérés comme non-officiels pour la FIFA, contre les Mariannes du Nord et contre une sélection de l'Université de Senshu (en) (appelée « Senshu Tops ») se soldant par un match nul et une défaite. Puis en 2011, le Japonais Kazuo Uchida dirige la sélection. Même si Guam n'est inscrit ni à l'AFC Challenge Cup 2012, ni aux éliminatoires de la Coupe du monde 2014,, il se consacre aux Jeux du Pacifique à Nouméa, après une absence de seize années dans cette compétition océanienne. Il tombe dans le "groupe de la mort" et est considéré avec les Tuvalu et les Samoa américaines comme ceux qui ont le moins de chances de gagner le tournoi. Face aux Salomon, au Vanuatu, aux Samoa américaines, aux Tuvalu et à la Nouvelle-Calédonie, les Chamorros n'enregistrent pour bons résultats qu'une seule victoire contre les Samoa américaines (2-0) et un match nul contre Tuvalu (1-1). Ils terminent cinquièmes sur six dans le groupe A.

### 2012-2016: une révolution bénéfique pour Guam

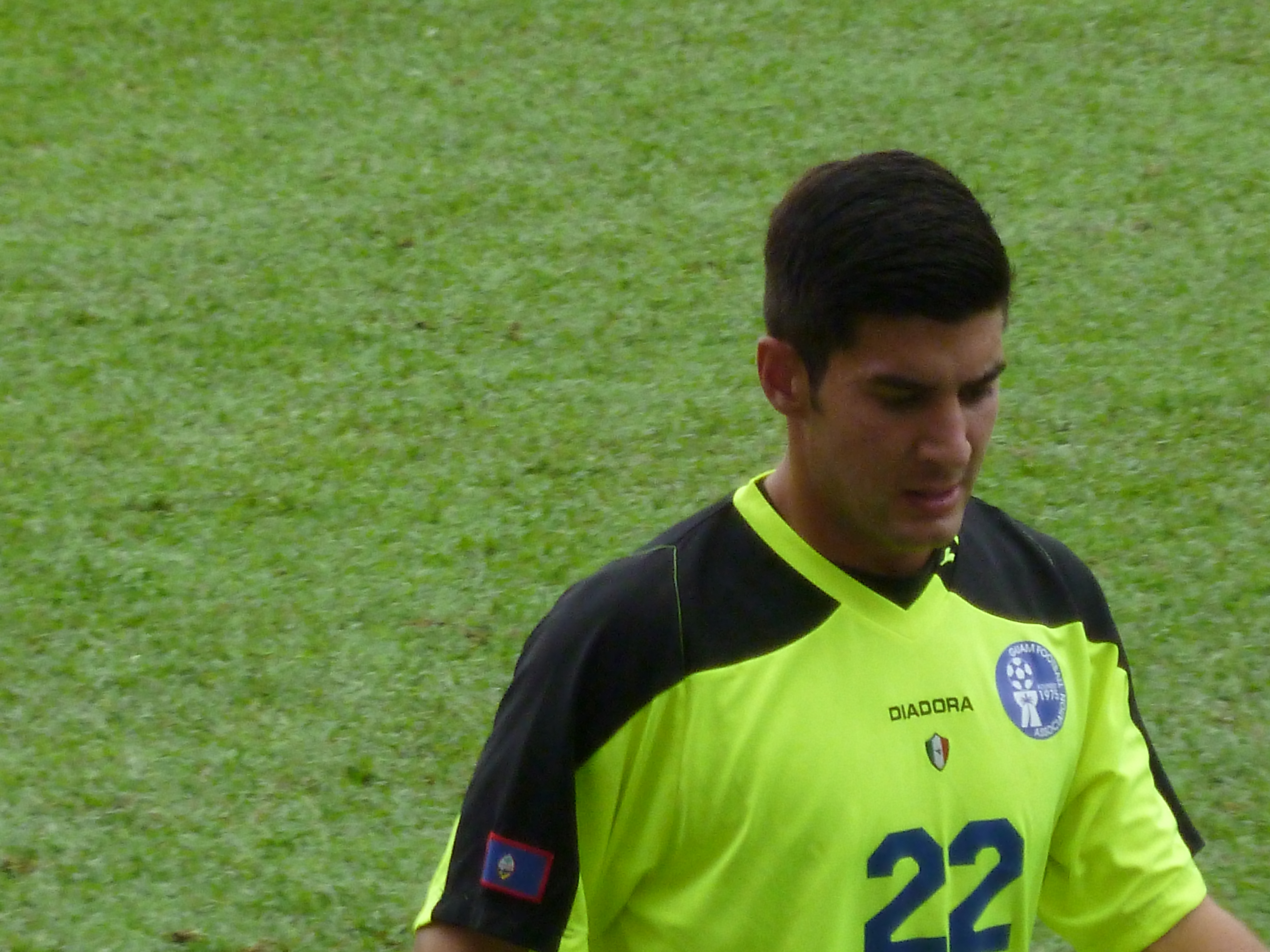
Le gardien de but guamanien Dallas Jaye fait partie des joueurs venant des États-Unis faisant partie de la sélection de Guam.

Le président de la fédération de Guam de football Richard K. Lai fait appel à l'entraîneur anglais Gary White qui devient le sélectionneur de Guam le 1er février 2012. Avec son expérience de sélectionneur et de directeur technique, il entreprend une révolution dans le football guamanien. Malgré des débuts difficiles, trois défaites aux Philippines en juin 2012, cette séquence sert à reconstruire une sélection habituée aux dernières places. Ainsi, le sélectionneur décide de changer l'état d'esprit de la sélection en adoptant tout d'abord le surnom de la sélection en parlant de Matao et non plus de « Chamorros » (voir passage sur le surnom), puis cherche à faire partir les meilleurs joueurs vers des clubs étrangers pour acquérir de l'expérience bénéfique à la sélection et introduire un chant rituel avant chaque match de la sélection, l'Inifresi. Avec un budget suffisant alloué par le président de la fédération pour développer le football comme les professionnels, il va également chercher des joueurs d'origine guamanienne aux États-Unis comme Ryan Guy ou Adolph Joseph DeLaGarza pour améliorer le niveau de son équipe, et tente de rendre le football populaire, pour qu'il devienne le premier sport de l'île : devant le football américain, le basketball et le baseball.

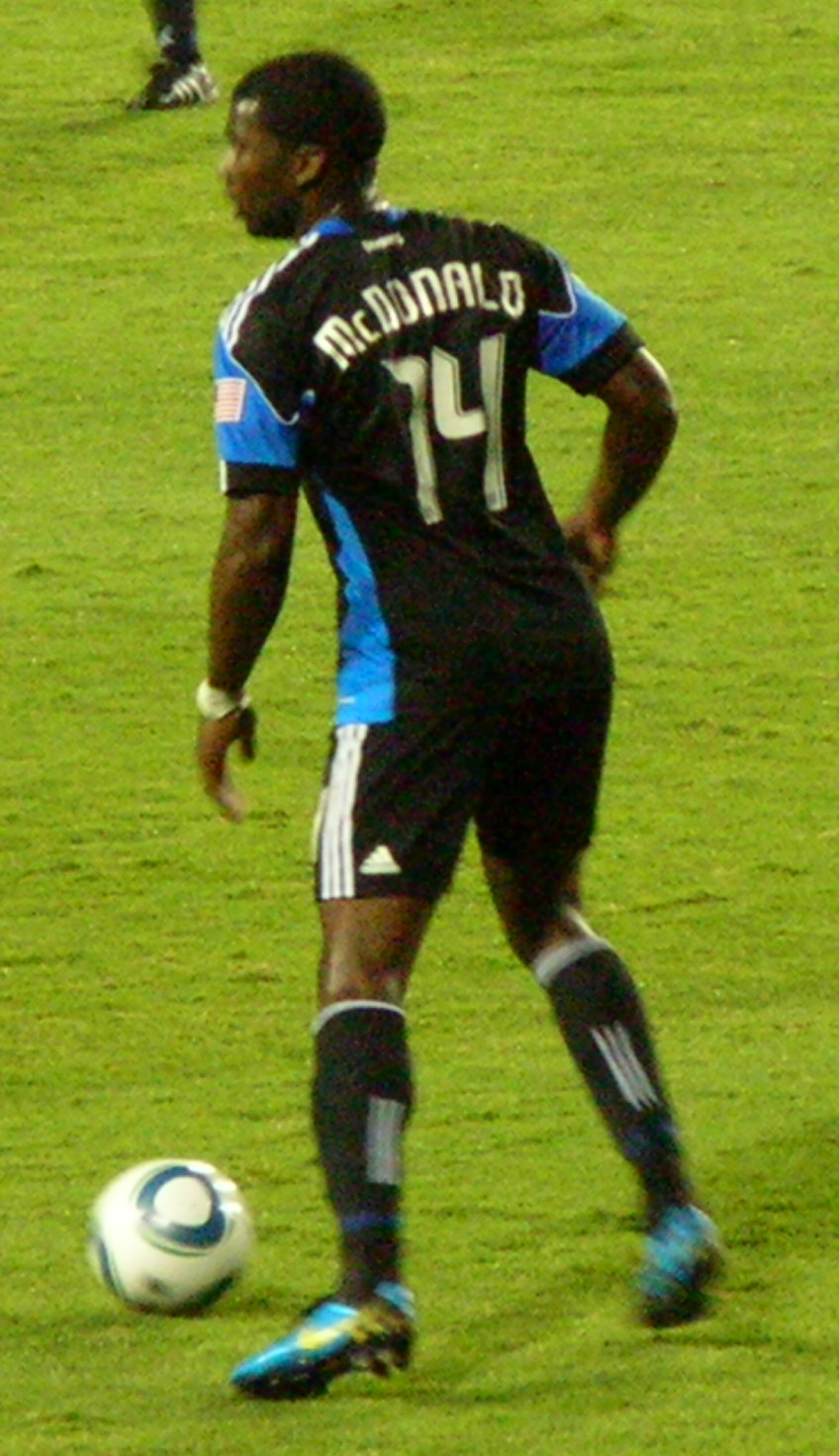
Brandon McDonald inscrit le deuxième but de Guam lors de la victoire historique contre l'Inde (2-1).

Engagé dans la Coupe d'Asie de l'Est 2013, Matao réussit à passer le premier tour en battant les Mariannes du Nord et Macao. Puis la participation à la Coupe de la paix des Philippines 2012 (en) (Philippine Peace Cup 2012), en remplacement de Hong Kong, lui permet d'engranger de l'expérience à une échelle supérieure, même si elle perd ses deux premières rencontres contre les Philippines et Taïwan mais gagne la dernière contre Macao. L'année 2012 se termine par une élimination lors du second tour de la Coupe d'Asie de l'Est 2013.
Les différentes participations à des compétitions continentales et mondiales permettent par la suite à Matao de se développer et de monter dans le classement FIFA (qui donne un rang à chaque sélection nationale), grâce à des matchs nuls et des victoires plus fréquentes. Lors des éliminatoires de la Coupe du monde 2018, le Turkménistan et l'Inde sont vaincus à la surprise générale et Guam tient en échec Oman à Dededo. Ces éliminatoires mettent alors en avant la sélection aux yeux du monde et même si Matao n'est pas qualifié pour le Mondial en Russie, il peut encore se qualifier pour la Coupe d'Asie des nations de football 2019. Gary White est largement reconnu par les médias locaux et internationaux comme le responsable des progrès de l'équipe,,.
Le classement FIFA de l'équipe de Guam entraînée par White évolue positivement : de la 192e place en 2011, les différentes victoires l'amènent à la 146e place en août et septembre 2015, même si en avril et en mai 2016, Matao se situe à la 162e place. Le sélectionneur quitte le 30 mai 2016 la sélection guamanienne au profit du club chinois de Shanghai Shenxin,. À l'approche des échéances de novembre de la Coupe d'Asie de l'Est 2017, Guam nomme l'américain et ancien joueur de Major League Soccer Darren Sawatzky au poste de sélectionneur le 1er septembre 2016 avec l'objectif de poursuivre le développement du football à Guam et l'ascension de la sélection sur les scènes régionale et internationale.

### Depuis 2016: une sélection rattrapée par ses vieux démons
Forte d'une campagne qualificative pour le Mondial 2018 plus que correcte, la sélection peut s'avancer confiante dans l'optique d'une qualification pour la phase finale de la Coupe d'Asie de l'Est 2017, mais Guam est sorti lors du 2e tour préliminaire, défait à trois reprises en novembre 2016 par Hong Kong (2-3), puis contre la Corée du Nord et Taïwan (à chaque fois sur le score de 0-2).
Alors que son classement lors des qualifications pour le Mondial 2018 lui permettait de disputer directement le 3e tour qualificatif pour la Coupe d'Asie des nations 2019 (en) et que Guam restait sur des performances prometteuses face à des nations telles que Oman, l'Inde ou encore le Turkménistan ; la sélection renonce début février 2017 à disputer la campagne qualificative (en) pour la Coupe d'Asie des nations 2019 pour des raisons financières, brisant les rêves de voir Guam disputer la première Coupe d'Asie des nations de son histoire.
Par ailleurs, l'absence de matchs internationaux disputés par Guam depuis novembre 2016 a entraîné sa dégringolade au classement FIFA, la sélection pointant à la 192e place du dernier classement mondial édité le 21 décembre 2017.
La sélection prend ensuite part au 1er tour qualificatif de la Coupe d'Asie de l'Est 2019. Elle bat les Îles Mariannes du Nord (4-0) mais est battue par Macao (0-2) et ne peut faire mieux que match nul (1-1) lors de la dernière rencontre contre la Mongolie, cette dernière se qualifiant pour le tour suivant.
Lors du 1er tour qualificatif pour la Coupe du monde 2022, Guam, alors 193e au classement FIFA du 4 avril 2019, affronte le Bhoutan, classé à la 186e place. Au match aller le 6 juin 2019, les insulaires sont battus à l'extérieur par le Bhoutan sur la plus petite des marges (0-1). Guam se reprend à domicile et écrase son adversaire 5 jours plus tard lors du match retour (5-0) et se qualifie pour le tour suivant. Cependant, lors du tour suivant, Guam hérite d'une poule très relevée, puisqu'elle est placée dans le groupe A avec la Chine, la Syrie, les Philippines et les Maldives. Au bout de 5 journées, la sélection du Pacifique a perdu chacune de ses rencontres disputées et est mathématiquement éliminée de la course à la qualification pour la prochaine Coupe du Monde. Cette série de mauvais résultats a également entraîné une dégringolade de l'équipe au classement FIFA, 199e à la fin de l'année 2019. Guam perd ses 3 dernières rencontres et achève ce tour qualificatif à la dernière place de son groupe, avec 8 défaites en autant de rencontres disputées et 2 buts inscrits (un contre les Philippines et un contre les Maldives) pour 32 réalisations encaissées.

## Surnom, emblème et sponsors

### Surnom

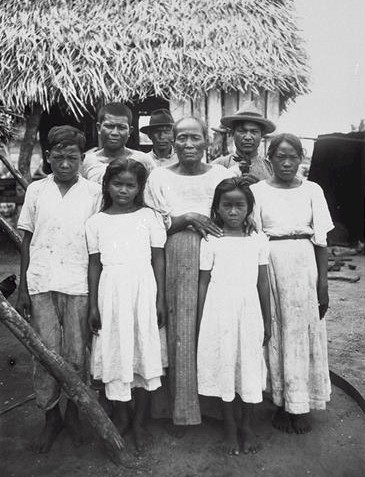
Une famille chamorro en 1915.

Jusqu'en 2011, le surnom de la sélection guamanienne est « Chamorros », en référence à la population locale de Guam.
Depuis que le sélectionneur anglais Gary White est arrivé à la tête de la sélection de Guam, cette dernière a gagné le surnom de « Matao », signifiant courage dans la langue chamorro. Matao fait aussi référence à Matua, qui était la caste la plus élevée de l'ancienne société chamorro. Le sélectionneur a voulu concilier la notion de courage, présente dans la culture des Chamorros, avec le football, ce qui a permis à la sélection de la faire progresser au classement FIFA de la 195e place à la 146e place en août 2015 et de la rendre populaire auprès de la population.

### Emblème

Le sceau de Guam figure sur le drapeau de l'île. Présent au premier plan, le Trongkon Niyok (cocotier en français) est un symbole de l'île.

L'emblème de Guam figurant sur le logo de la fédération de Guam de football est un cocotier (Trongkon Niyok en chamorro), très présent sur l'île de Guam. Ce symbole se retrouve également sur les nouveaux maillots de la sélection dès 2015.
Présent sur le sceau de l'île, il est aussi connu comme « Arbre de vie » (Tree of Life en anglais), possédant une place importante dans la vie de Guam tout en étant un symbole. Pour les habitants, le cocotier symbolise l'auto-subsistance, la détermination à croître et à survivre en toute circonstance, à défier les éléments et à se plier à sa volonté. Son tronc courbé est une représentation de l'Histoire des Chamorros, qui ont connu la famine, les catastrophes naturelles, les génocides et les guerres étrangères, mais ont continué à exister en tant que peuple. C'est pour conserver ces valeurs que la sélection de Guam a fait figurer le cocotier sur son logo, ainsi qu'une représentation d'un guerrier matao.

### Sponsors
La Fédération de Guam de football a établi des partenariats avec des entreprises locales et internationales. En ce qui concerne les entreprises étrangères, on trouve la compagnie aérienne américaine United Airlines qui est la compagnie officielle des sélections de Guam (Matao, Masakåda) ; de même, l'entreprise américaine Powerade fait partie des partenaires de la GFA. L'entreprise italienne Diadora est également un partenaire important car elle fabrique les maillots de la sélection,.
Quant aux partenaires locaux, le Guam Visitors Bureau ainsi que les entreprises guamaniennes DoCoMo Pacific (en) (téléphonie), Fruita+ (jus de fruits), Gino's (vêtements), Triple J Auto Group (automobile) et les hôtels de Ladera Tower et de The Laguna at Pago Bay Resort sponsorisent la fédération.

## Infrastructures

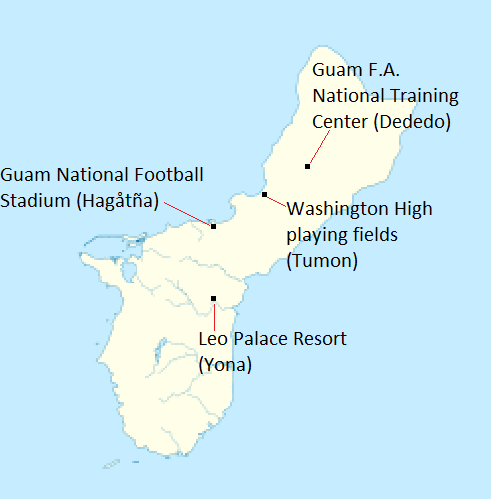
Localisation des stades ayant accueilli les matchs à domicile de l'équipe de Guam.

La sélection de Guam a joué très peu de matchs à domicile depuis 1975. Lors des Jeux du Pacifique de 1975, Guam organise l'édition de football vers le Washington High playing fields, basé à Tumon. Les premiers matchs de la sélection sont contre les Fidji et les îles Salomon les 24 et 25 août. Six années plus tard, l'équipe ouest-allemande du TSV Sonthofen, en tournée à Guam, dispute un match à Tumon contre la sélection guamanienne.
Il faudra attendre juin 1999 pour revoir Guam jouer à domicile : deux matchs ont lieu contre les États fédérés de Micronésie, se soldant par deux victoires de Guam, matchs qui ne sont pas comptabilisés par la FIFA, puisque les États fédérés de Micronésie n'en sont pas membres. On ne sait pas dans quel stade ces deux matchs sont joués.
Mais dès 2007, Guam accueille régulièrement des matchs plus importants sur son sol. Dans le cadre des éliminatoires de la Coupe d'Asie de l'Est de football 2008, l'équipe affronte les îles Mariannes du Nord et gagne neuf buts à zéro dans le Guam National Football Stadium (en) à Hagåtña, avec 1 324 spectateurs.
La sélection utilise successivement le Guam National Football Stadium et le Leo Palace Resort Soccer Ground de Yona et depuis 2014 le Guam F.A. National Training Center (en) à Dededo Ce dernier stade accueille pour la première fois un match des éliminatoires de la Coupe du monde de football, contre le Turkménistan, se soldant par une victoire historique de Guam, devant 3 000 spectateurs, alors que le stade a une capacité de 5 000 places.
| Stade                              | Localisation            | Capacité |
| ---------------------------------- | ----------------------- | -------- |
| Guam F.A. National Training Center | Dededo/Dedidu           | 5 000    |
| Guam National Football Stadium     | Agana/Hagåtña           | 3 500    |
| Washington High playing fields     | Tamuning/Tumon/Tamuneng | Inconnue |
| Leo Palace Resort Soccer Ground    | Yona/Yoña               | 1 400,   |

## Palmarès

### Coupe du monde
Guam participe aux éliminatoires de la Coupe du monde, pour l'édition 2002. Il connaît deux larges défaites (19-0 contre l'Iran et 16-0 contre le Tadjikistan). Puis lors des éditions suivantes, il déclare forfait et n'est pas inscrit pour l'édition 2014. Il faut attendre les qualifications de 2018 pour revoir Guam. Durant ces éliminatoires, il récolte ses premiers points en surprenant à domicile l'Inde et le Turkménistan et en tenant en échec Oman.
| Année | Position     |      | Année             | Position |                   | Année | Position |
| 1930  | Non inscrite | 1974 | Non inscrite      | 2010     | Forfait           |       |          |
| 1934  | Non inscrite | 1978 | Non inscrite      | 2014     | Non inscrite      |       |          |
| 1938  | Non inscrite | 1982 | Non inscrite      | 2018     | Tour préliminaire |       |          |
| 1950  | Non inscrite | 1986 | Non inscrite      | 2022     | Tour préliminaire |       |          |
| 1954  | Non inscrite | 1990 | Non inscrite      | 2026     | Tour préliminaire |       |          |
| 1958  | Non inscrite | 1994 | Non inscrite      | 2030     | À venir           |       |          |
| 1962  | Non inscrite | 1998 | Non inscrite      | 2034     | À venir           |       |          |
| 1966  | Non inscrite | 2002 | Tour préliminaire |          |                   |       |          |
| 1970  | Non inscrite | 2006 | Forfait           |          |                   |       |          |

### Coupe d'Asie des nations
Guam participe aux éliminatoires de 1996, de 2000 et de 2004 de la Coupe d'Asie des nations. La sélection ne connait que des défaites et n'inscrit aucun but. Il faut attendre l'édition 2019 pour voir Guam concourir une nouvelle fois. Cette fois, il remporte ses premiers matchs dans cette compétition. Cependant, début 2017, l'équipe a dû déclarer forfait pour des raisons financières.
| Année | Position     |      | Année             | Position |                   | Année | Position |
| 1956  | Non inscrite | 1984 | Non inscrite      | 2011     | Non inscrite      |       |          |
| 1960  | Non inscrite | 1988 | Non inscrite      | 2015     | Non inscrite      |       |          |
| 1964  | Non inscrite | 1992 | Non inscrite      | 2019     | Forfait           |       |          |
| 1968  | Non inscrite | 1996 | Tour préliminaire | 2023     | Tour préliminaire |       |          |
| 1972  | Non inscrite | 2000 | Tour préliminaire | 2027     | Forfait           |       |          |
| 1976  | Non inscrite | 2004 | Tour préliminaire |          |                   |       |          |
| 1980  | Non inscrite | 2007 | Non inscrite      |          |                   |       |          |

### Coupe d'Asie de l'Est
Guam participe à la Coupe d'Asie de l'Est depuis 2003. À chaque fois, la sélection guamanienne ne réussit pas à franchir le second tour de qualification. Au cours de l'édition 2005, elle enregistre sa plus large défaite de son histoire contre la Corée du Nord, sur le score de 21 buts à 0, à Taipei.
| Année | Position                  | Année | Position                           | Année | Position          |
| ----- | ------------------------- | ----- | ---------------------------------- | ----- | ----------------- |
| 2003  | Tour préliminaire (8e/8)  | 2013  | Tour préliminaire (7e ex-aequo/10) | 2022  | Ne participe pas  |
| 2005  | Tour préliminaire (8e/8)  | 2015  | Tour préliminaire (6e/10)          | 2025  | Tour préliminaire |
| 2008  | Tour préliminaire (9e/10) | 2017  | Tour préliminaire (7e/10)          |       |                   |
| 2010  | Tour préliminaire (7e/10) | 2019  | Tour préliminaire (9e/10)          |       |                   |

### AFC Challenge Cup
En trois participations à l'AFC Challenge Cup, Guam n'a enregistré qu'une victoire en neuf matchs, contre Taïwan, se soldant par un score de trois buts à zéro. Mais elle a enregistré de larges défaites, surtout contre la Palestine (11-0 en 2006) et contre le Pakistan (9-2 en 2008). L'édition 2014 est la dernière en raison de l'expansion à vingt-quatre équipes de la Coupe d'Asie des nations.
| Année | Position          | Année | Position          |
| ----- | ----------------- | ----- | ----------------- |
| 2006  | 1er tour          | 2012  | Non inscrit       |
| 2008  | Tour préliminaire | 2014  | Tour préliminaire |
| 2010  | Non inscrit       |       |                   |

### Jeux du Pacifique
La sélection de Guam participe à cinq reprises aux Jeux du Pacifique entre 1975 et 2011. C'est lors de l'édition 1975 que Guam réalise le premier match de son histoire contre les Fidji, le 24 août 1975, se soldant par une énorme défaite sur le score de quinze buts à zéro. Guam a connu treize défaites en dix-huit matchs, mais a réalisé sa plus large victoire dans ces Jeux, le 6 septembre 1979, contre les Tuvalu, sur le score de sept buts à deux.
| Année | Position | Année | Position |
| ----- | -------- | ----- | -------- |
| 1975  | 1er tour | 1993  | 1er tour |
| 1979  | 1er tour | 1995  | 1er tour |
| 1991  | 1er tour | 2011  | 1er tour |

### Tournois amicaux
La sélection de Guam participe à deux tournois amicaux : un tournoi amical contemporain des Jeux de la Micronésie de 1998 et la Coupe de la paix des Philippines en 2012.
Un tournoi d'exhibition réunissant plusieurs îles de la Micronésie est organisé en parallèle des Jeux de la Micronésie de 1998. Guam domine la compétition avec de larges victoires (16-1 contre Pohnpei, 15-0 contre Yap, 15-2 contre les Palaos) et récolte cinq succès. Contrairement à ce que l'AFC rapporte, Guam ne remporte pas ce tournoi mais est battu en finale par les îles Mariannes du Nord.
L'équipe est invitée par la Fédération philippine de football à participer à l'édition de 2012 de la Coupe de la paix des Philippines (Philippine Peace Cup), en remplacement de Hong Kong. Durant ce tournoi, Guam perd ses deux premiers matchs (Philippines et Taïwan) et bat Macao, terminant troisième.
| Année                                 | Position  |
| ------------------------------------- | --------- |
| Jeux de la Micronésie de 1998         | Finaliste |
| Coupe de la paix des Philippines 2012 | 3e        |

## Personnalités

### Sélectionneurs

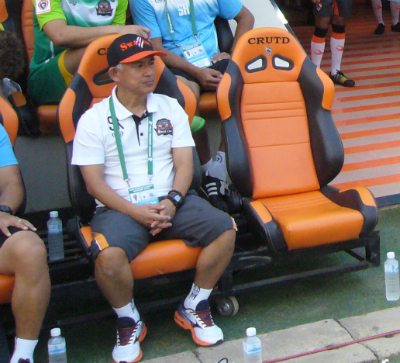
Sugao Kambe (ici en 2014 avec le club thaïlandais de Nakhon Ratchasima) a été le sélectionneur de Guam de 2003 à 2005.

Bien que la sélection dispute des matchs depuis 1975, le premier sélectionneur connu de Guam est Charles Whang, pionnier du football à Guam. En plus d'être le président de la Fédération, il va diriger la sélection lors d'une tournée aux Philippines en 1981, contre des clubs amateurs philippins. Elle se solde par trois victoires et une défaite.
Le second sélectionneur connu est Jim Santos, qui a remporté cinq des six matchs du tournoi amical organisé en parallèle des Jeux de la Micronésie de 1998,.
À partir de 2000, les sélectionneurs sont étrangers : l'ancien joueur de Newcastle United et international nord-irlandais Willie McFaul, dirige la sélection de 2000 à 2003.
Son successeur est le Japonais Sugao Kambe, qui a été international japonais de futsal et sélectionneur des Philippines. Il dirige Guam de 2003 à 2005.
Ensuite, en février 2005, son compatriote Norio Tsukitate prend les rênes de la sélection, après avoir été entraîneur du club nippon de Nagoya Grampus. Pendant quatre années, il enregistre de larges défaites dans les compétitions asiatiques comme l'AFC Challenge Cup ou en Coupe d'Asie de l'Est de football.

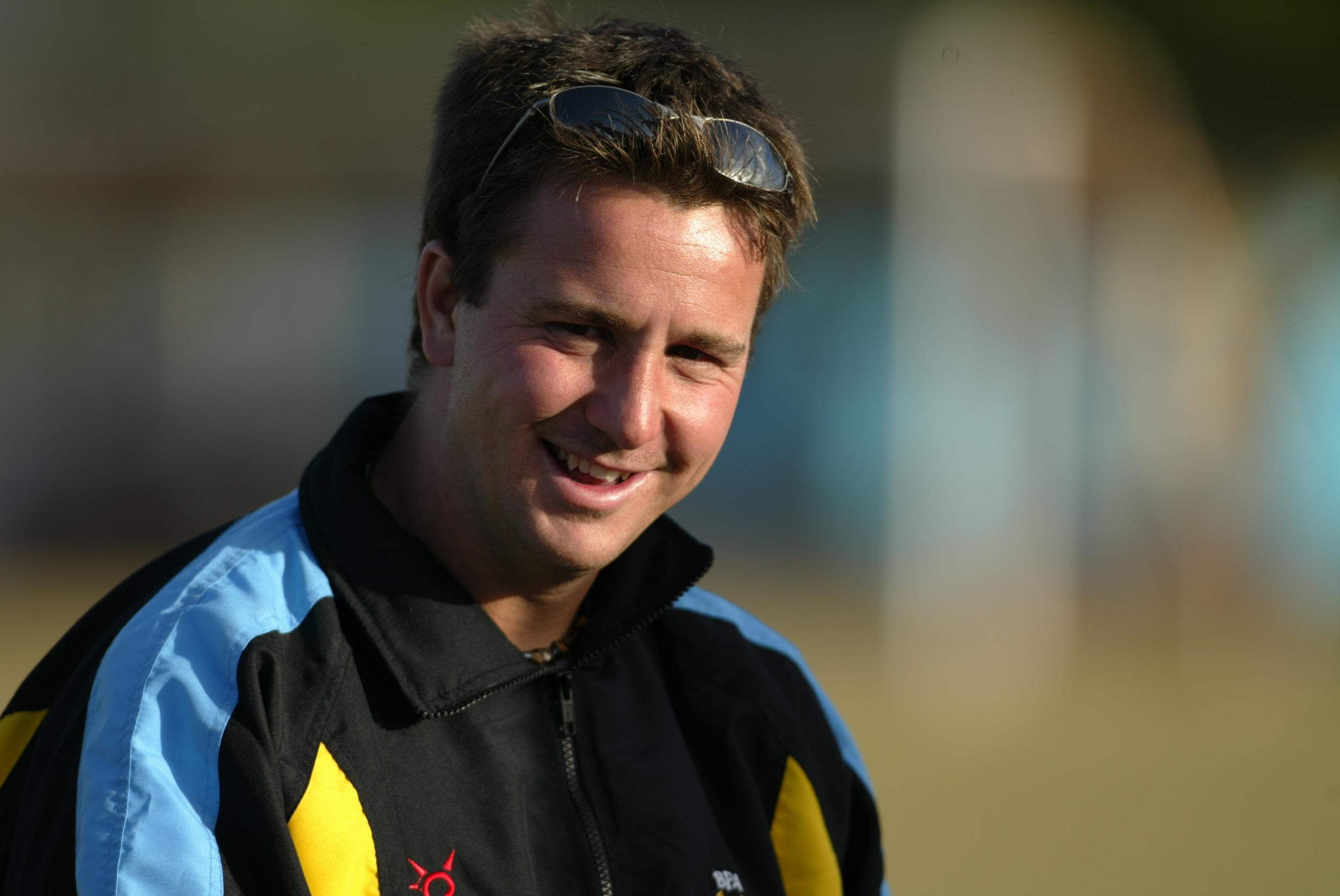
Le sélectionneur entre 2012 et 2016 Gary White.

En 2010, l'ancien international sud-coréen Park Choong-kyun dirige la sélection pendant une année, puis est remplacé en 2011 par le Japonais Kazuo Uchida, ancien entraîneur de Ventforet Kōfu.
Dès le 1er février 2012, l'ancien sélectionneur anglais des îles Vierges britanniques et des Bahamas Gary White est le sélectionneur de Guam. Grâce à son implication, il a réussi à faire remonter la sélection de la 195e place au classement FIFA à la 146e place en août 2015. Il encourage les jeunes à s'expatrier pour progresser, comme avec Jonahan Romero. Il quitte le poste de sélectionneur de Guam le 30 mai 2016 pour le club chinois de Shanghai Shenxin. Au mois de septembre suivant, Guam découvre un nouveau sélectionneur avec l'arrivée de Darren Sawatzky.
| Nom              | Période(s)                    | Matchs   | V       | N      | D        | % V   |
| ---------------- | ----------------------------- | -------- | ------- | ------ | -------- | ----- |
| Inconnu          | 1975-1981                     | -        | -       | -      | -        | -     |
| Charles Whang    | 1981                          | 4        | 3       | 0      | 1 ou 2   | 75    |
| Inconnu          | 1981-1998                     | -        | -       | -      | -        | -     |
| Jim Santos       | Jeux de la Micronésie de 1998 | 6        | 5       | 0      | 1        | 83,33 |
| Inconnu          | 1998-2000                     | -        | -       | -      | -        | -     |
| Willie McFaul    | 2000-2003                     | -        | -       | -      | -        | -     |
| Sugao Kambe      | 2003-2005                     | -        | -       | -      | -        | -     |
| Norio Tsukitate  | 2005-2009                     | -        | -       | -      | -        | -     |
| Park Choong-kyun | 2010                          | 0 ou 2   | 0       | 1      | 1        | 0     |
| Kazuo Uchida     | 2011                          | 4 ou 5   | 1       | 0 ou 1 | 3        | 20    |
| Gary White       | Février 2012-Mai 2016         | 33 ou 36 | 8 ou 9, | 7      | 18 ou 20 | 24,24 |
| Darren Sawatzky  | Septembre 2016-               |          |         |        |          |       |

### Sélection actuelle

#### Équipe technique
Voici la liste des membres de l'équipe technique : 
| Poste                              | Nom             |
| ---------------------------------- | --------------- |
| Sélectionneur                      | Samuel San Gil  |
| Sélectionneur adjoint              | Chris Malenab   |
| Sélectionneur adjoint              | Matt Holland    |
| Gestionnaire de haute performance  | Pavel Gubenko   |
| Entraîneur des gardiens            | Jeroen Bos      |
| Manager                            | Vance Manibusan |
| Docteur de la sélection            | Dr. Luis Cruz   |
| Physiothérapeute                   | Walfred Javier  |
| Physiothérapeute                   | J.P. Thompson   |
| Analyste vidéo                     | Chris Malenab   |
| Chargée de liaison avec les médias | Jill Espiritu   |
| Directeur de l'équipement          | Thomas Castro   |

### Joueurs illustres
| Rang | Buts | Joueur               |
| ---- | ---- | -------------------- |
| 1    | 26   | Jason Cunliffe       |
| 2    | 13   | Matt Naputi          |
| 3    | 11   | Zachary Pangelinan   |
| 4    | 5    | Josh Borja           |
| 5    | 3    | Christopher Mendiola |
| 5    | 3    | Marcus Lopez         |
| 5    | 3    | Dylan Naputi         |

Du fait du faible niveau de la sélection, peu de joueurs se détachent de l'ensemble, mais quelques grands noms émergent : Zachary Pangelinan, qui a été international de 2005 à 2008, a été l'un des premiers grands joueurs de l'île. Il inscrit onze buts en sélection, ce qui fait de lui le troisième meilleur buteur de l'équipe. Il n'a pas battu le record de Matt Naputi, qui avait inscrit treize buts lors du tournoi organisé en parallèle des Jeux de la Micronésie de 1998. Le record actuel est détenu par Jason Cunliffe, qui est actuellement à 26 buts et qui est le capitaine de Matao.
Le milieu de terrain Ryan Guy, qui est actuellement joueur-entraîneur dans le club américain de North County Battalion, est un des joueurs importants de Guam, comme l'affirme le sélectionneur Gary White.
Quant au défenseur Adolph Joseph DeLaGarza, il joue dans un grand club américain depuis 2009, le Galaxy de Los Angeles. Il est titulaire incontestable en défense et en sélection. Il a la particularité d'avoir déjà été international américain à deux reprises en 2012.

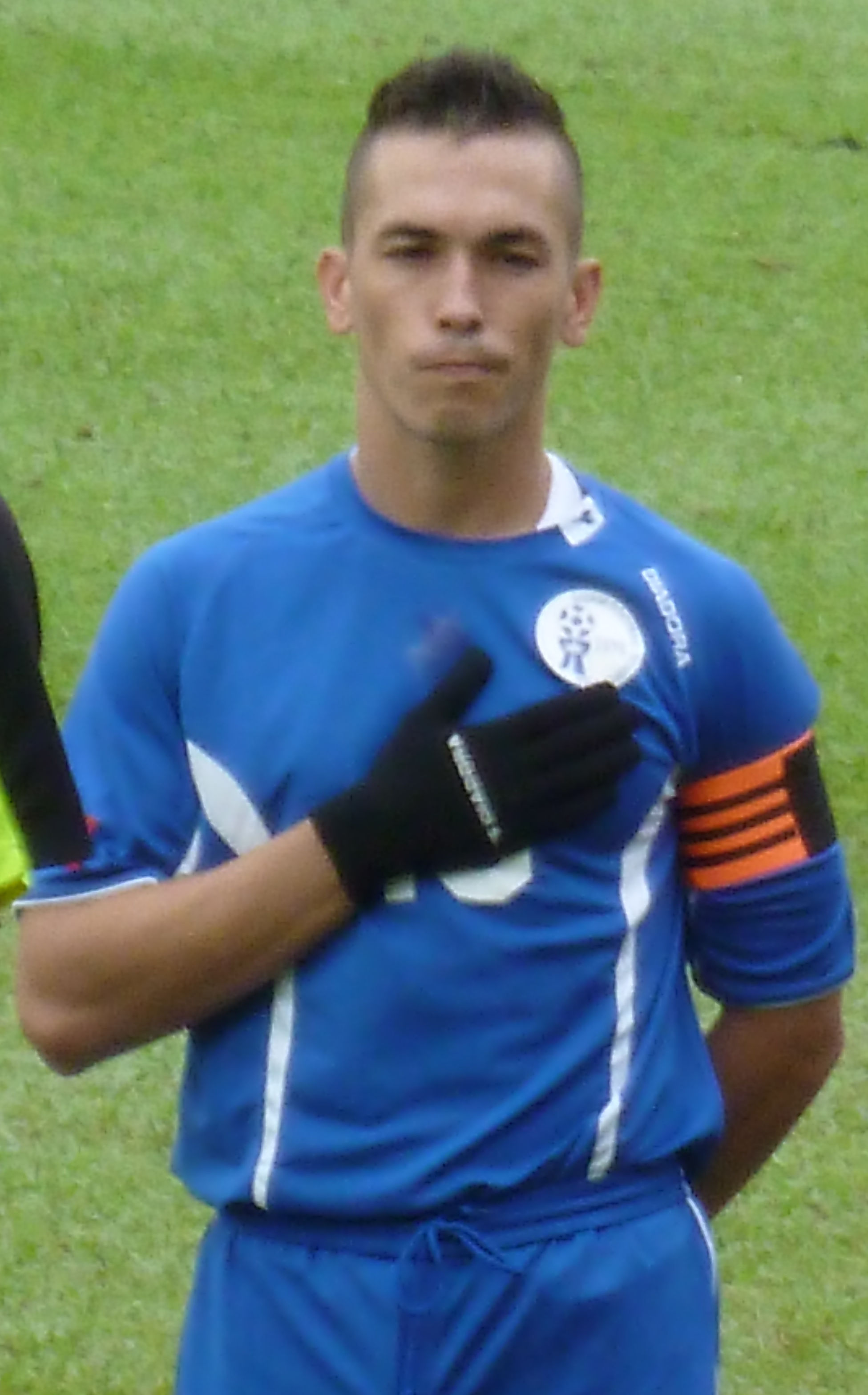
Jason Cunliffe, ici en décembre 2012 contre Hong Kong, est le meilleur buteur de Matao avec 26 buts.
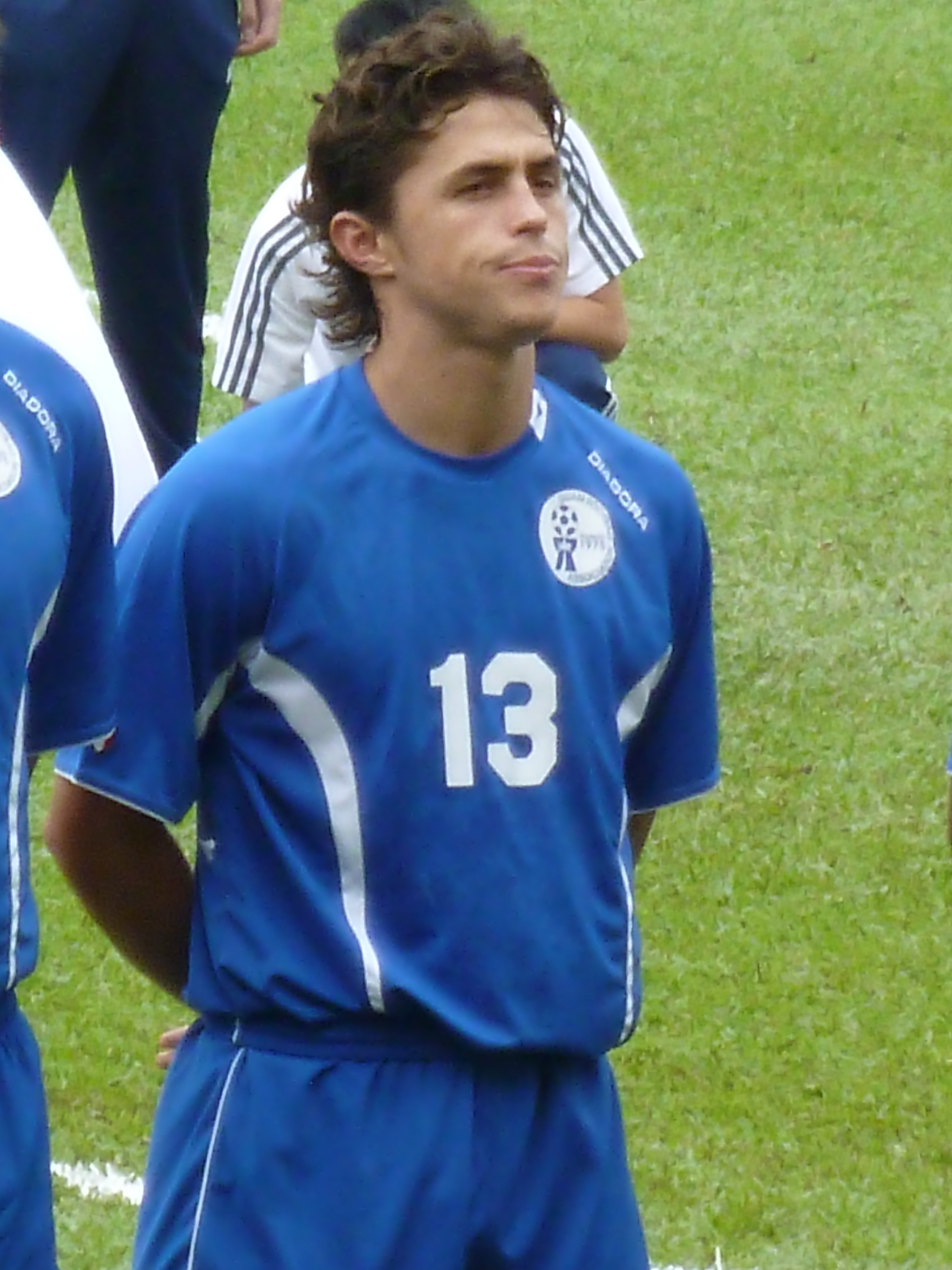
Ryan Guy contre Hong Kong en 2012.
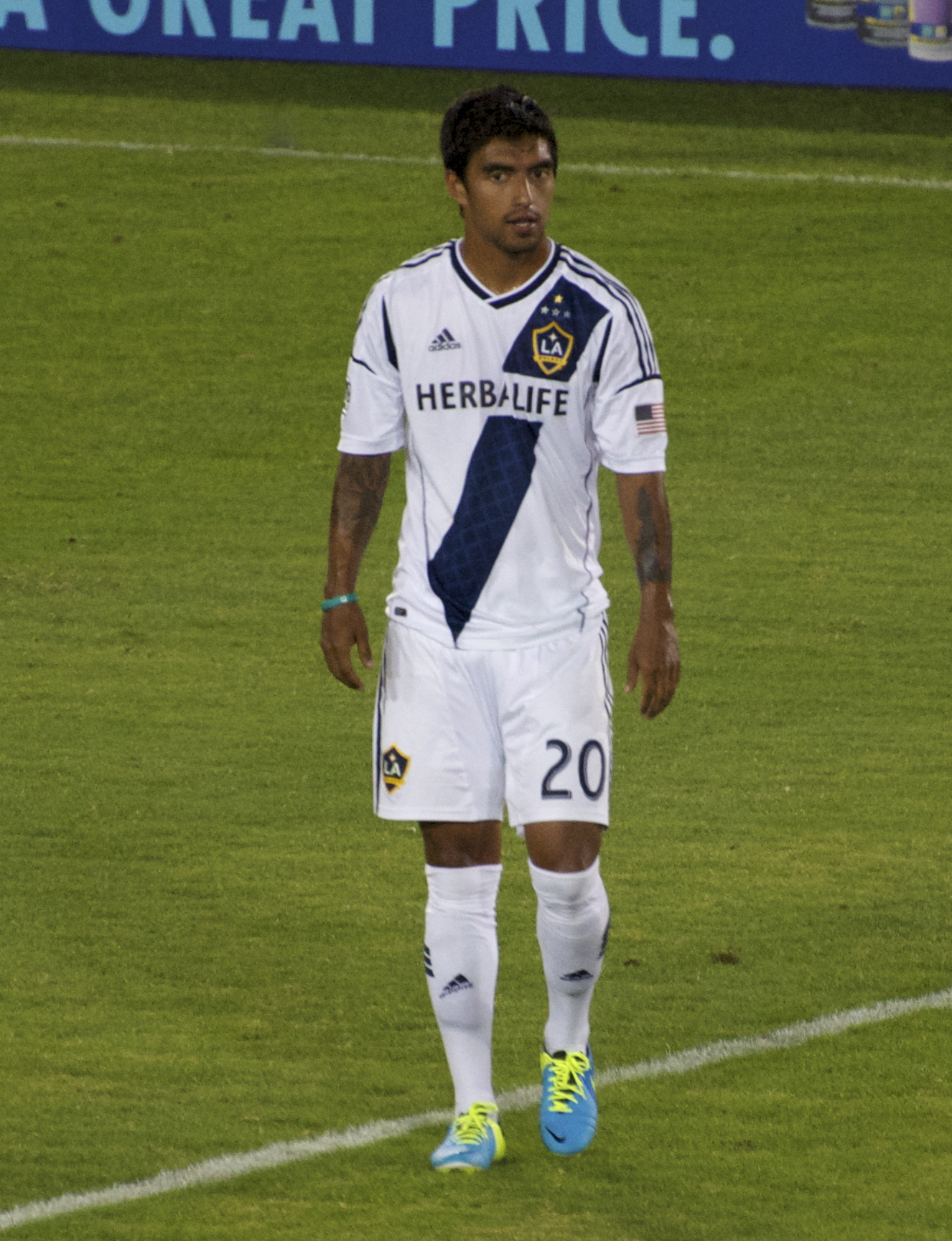
DeLaGarza, ici en 2013 avec le maillot de LA Galaxy, est un pilier de Matao.

## Statistiques

### Nations rencontrées
Du fait de sa situation géographique, Guam a essentiellement affronté des équipes océaniennes et asiatiques, à l'exception d'une sélection de la CONCACAF en mars 2014, à savoir Aruba, l'espace de deux matchs, à Oranjestad, se soldant par un match nul et une défaite.
En participant aux Jeux du Pacifique dès 1975, Guam a affronté des sélections océaniennes, dont certaines ne sont pas reconnues par la FIFA (les Tuvalu par exemple). Il décide en 1991 et surtout en 1996 d'adhérer à l'AFC, ce qui lui permet d'affronter des sélections asiatiques dans le cadre de compétitions régionales ou continentales. L'équipe participe à nouveau aux Jeux du Pacifique en 2011.
La sélection a connu sa plus lourde défaite, vingt-et-un buts à zéro, face à la Corée du Nord en 2005. Ses plus larges victoires sont obtenues face à Pohnpei, seize buts à un en 1998 et face à Yap, quinze buts à zéro en 1998 ; la plus large victoire reconnue par la FIFA l'est contre les îles Mariannes du Nord en 2007 sur le score de 9 buts à zéro.

### Adversaires les plus affrontés
Les sélections les plus rencontrées par Guam sont des sélections asiatiques, que Matao a rencontré à plusieurs reprises dans les éliminatoires de la Coupe d'Asie de l'Est de football. Les Mariannes du Nord sont l'adversaire le plus affronté par Guam, il s'agit d'une petite rivalité géographique et footballistique, dominée par Guam. Situé géographiquement dans l'archipel des Mariannes, Guam est politiquement détaché du reste de l'archipel, malgré le fait qu'il s'agisse du même peuple (les Chamorros) et qu'ils ont la même langue, le chamorro. Sur 15 matchs, Guam en a remporté 8, a concédé 2 matchs nuls et 2 défaite, lors de la finale du tournoi organisé en parallèle des Jeux de la Micronésie de 1998, ne lui permettant pas de gagner ce tournoi ainsi que lors de l'édition 2024 des Marianas Cup, se concluant par un revers 1-2 le 7 avril 2024.
La 2e sélection la plus affrontée ensuite est Taïwan ; le bilan contre cette équipe est de seulement deux victoires en douze matchs.
| Adversaire             | Joués | Victoires | Matchs nuls | Défaites | Buts pour | Buts contre |
| ---------------------- | ----- | --------- | ----------- | -------- | --------- | ----------- |
| Îles Mariannes du Nord | 15    | 11        | 2           | 2        | 48        | 18          |
| Taïwan                 | 12    | 2         | 1           | 9        | 13        | 52          |
| Hong Kong              | 8     | 0         | 1           | 7        | 4         | 64          |
| Macao                  | 7     | 3         | 2           | 2        | 10        | 7           |
| Mongolie               | 6     | 1         | 1           | 4        | 4         | 22          |
| Corée du Nord          | 5     | 0         | 0           | 5        | 3         | 42          |
| Philippines            | 5     | 0         | 0           | 5        | 1         | 13          |

### Rencontres contre des clubs
Pour progresser, la sélection guamanienne a affronté des clubs de différents pays. Cela se solde par un bilan négatif : face aux clubs allemand et japonais, elle a perdu les deux matchs ; face aux clubs philippins, le bilan est de trois victoires et de trois défaites.
Ce sont des matchs non officiels, il faut le rappeler, mais du fait du faible niveau de la sélection, il est nécessaire de les indiquer pour montrer que le football à Guam est amateur et que les adversaires de n'importe quelle région sont à affronter pour progresser.
| Adversaire                          | Joués | Victoires | Matchs nuls | Défaites | Buts pour | Buts contre |
| ----------------------------------- | ----- | --------- | ----------- | -------- | --------- | ----------- |
| TSV Sonthofen                       | 1     | 0         | 0           | 1        | 0         | 1           |
| Divers clubs amateurs philippins    | 4     | 3         | 0           | 1        | ?         | ?           |
| Sélection de l'Université de Senshu | 1     | 0         | 0           | 1        | 1         | 4           |
| Global FC                           | 1     | 0         | 0           | 1        | 3         | 5           |
| Stallion FC                         | 1     | 0         | 0           | 1        | 1         | 3           |

### Classement FIFA
| Année              | 1996 | 1997 | 1998 | 1999 | 2000 | 2001 | 2002 | 2003 | 2004 | 2005 | 2006 | 2007 | 2008 | 2009 | 2010 | 2011 | 2012 | 2013 | 2014 | 2015 | 2016 | 2017 | 2018 | 2019 | 2020 | 2021 | 2022 | 2023 |
| ------------------ | ---- | ---- | ---- | ---- | ---- | ---- | ---- | ---- | ---- | ---- | ---- | ---- | ---- | ---- | ---- | ---- | ---- | ---- | ---- | ---- | ---- | ---- | ---- | ---- | ---- | ---- | ---- | ---- |
| Classement mondial | 188  | 191  | 198  | 200  | 199  | 199  | 200  | 201  | 205  | 204  | 198  | 201  | 201  | 184  | 188  | 192  | 181  | 161  | 161  | 157  | 182  | 192  | 192  | 199  | 199  | 206  | 205  | 205  |

| Légende du classement mondial : | de 100 à 159 | de 160 à 189 | de 190 à 205 |

Au niveau mondial, la sélection guamanienne a longtemps été dans les dernières places du classement FIFA. De 1996 à 2008, elle se situe entre les places 190 et 205. A contrario, la période 2009 à aujourd'hui est la plus prolifique puisque Matao est passé de la 201e place à la 146e en août 2015, même s'il a connu sa pire progression (-14 places en mars 2010), tout en connaissant sa meilleure progression en juillet 2015 (+20 places). Dans le classement du 5 mai 2016, Matao occupe la 162e place, comme le mois précédent.